# 南峰镇
南峰镇，是中华人民共和国江西省九江市都昌县下辖的一个乡镇级行政单位。

## 行政区划
南峰镇下辖以下地区：
南峰社区、余晃村、乌沙村、白水村、暖湖村、大山村、油山村和石桥村。